# ألم رجيع
الألم الرجيع هو ألم يشعر به المصاب في موضع غير موضع الإصابة. مثلا نقص التروية الذي تسببه الذبحة الصدرية يؤلم في الظهر والكتفين والعنق لا في الصدر حيث موضع الإصابة.